# الجبانة (المركز)

تعديل مصدري - تعديل

الجبانة المركز هي إحدى حارات مدينة قرية المركز أحد مدن محافظة إب، بلغ تعداد سكانها 183 نسمة حسب تعداد اليمن لعام 2004.